# Минден
Ми́нден (нем. Minden МФА: [ˈmɪndən]о файле, н.-нем. Minn) — город районного подчинения в Германии, является центром восточно-вестфальского района Минден-Любекке и подчинён административному округу Детмольд. Население — около 84 тысяч человек (4-й по величине в регионе Восточная Вестфалия — Липпе). Город расположен на реке Везер и является историко-политическим центром Минденской земли.
Минден был основан около 800 года. До Вестфальского мира город являлся центром католической Минденской епархии и столицей Минденского княжества-епископства, затем перешел под управление княжества Бранденбург-Пруссия и был расширен в город-крепость. В прусские времена Минден стал административным центром Минденского княжества, а с 1719 г. центром региона Минден-Равенсберг. С 1816 г. Минден являлся центром одноименного административного округа Минден.
В настоящее время Минден известен своим оригинальным водным мостом на пересечении Среднегерманского канала с Везером. В городе находятся многочисленные здания эпохи Везерского ренессанса и Минденский собор, считающийся важной архитектурной достопримечательностью.

## География

### Географическое положение
Минден расположен на северо-востоке земли Северный Рейн-Вестфалия и находится в 40 км к северо-востоку от Билефельда, в 55 км к западу от Ганновера, в 100 км к югу от Бремена и в 60 км к востоку от Оснабрюка.
На востоке Минден граничит cсвоими округами Майсен, Пепингхаузен и Данкерсен с городом Бюккебург, входящим в район Шаумбург земли Нижняя Саксония. На севере Минден граничит с городом Петерсхаген, на западе — с коммуной Хилле, а на юге — с городами Бад-Эйнхаузен и Порта-Вестфалика (все они расположены в районе Минден-Люббекке).
До города можно добраться автобанами A 2 и A 30 с дальнейшими подъездами по дорогам de:Bundesstraße A 61 A 65 (Европейский маршрут E30) или A 482. Можно использовать железнодорожный транспорт. Из столицы Северного Рейна-Вестфалии Дюссельдорфа ходит региональный экспресс RE 6.

### Геологическая основа

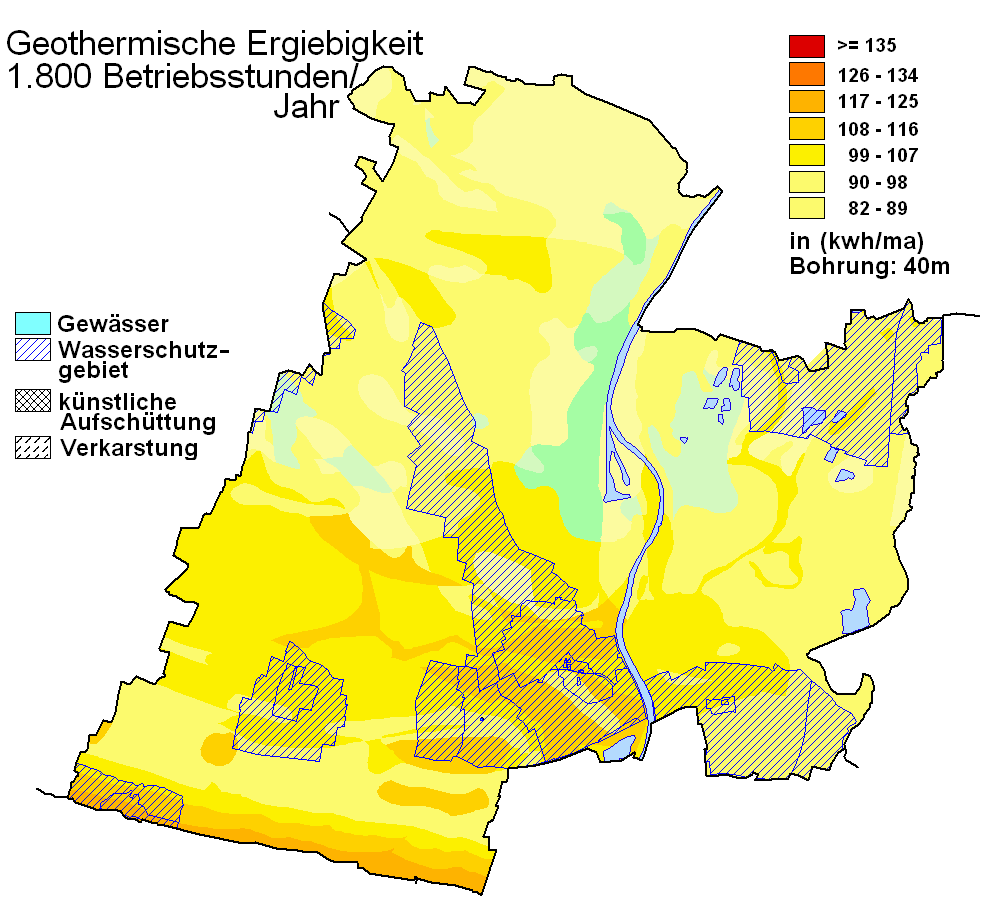
Геотермальная карта Миндена.

Район в основном определяется наличием поверхностных рыхлых отложений ледникового периода. К ним относятся гравий, песок и валунный суглинок. В некоторых местах иногда встречаются зандровые пески и плодородные лёссы.
Более глубокие слои сложены глинами, глинистыми мергелями, известняками и песчаниками. Эти горные породы были сформированы в триасе, юре и нижнем мелу.
В южной части города, на склонах хребта Виенгебирге, на поверхности можно встретить обнажения мезозоя — верхней юры и нижнего мела. В 1998 году в Хадденхаузене были обнаружены окаменевшие останки юрского Виенвенатора (Wiehenvenator) — гигантского ящера-динозавра. Эта сенсационная находка была названа в печати «Монстром Миндена».
В городских округах Бёльхорст, Цоллерн и Майсен (шахта Минден одноимённого каменноугольного района) уже 370 лет как начал добываться каменный уголь. В закрытой шахте Бёльхорст уже в начале XX века начал использоваться 10-процентный рассол для спа-процедур. С середины XIX века железная руда добывалась в шахтах вдоль горного хребта Виенгебирге. Например, в существовавшем до 1967 года руднике Порта в Дюцене, хозяйственные постройки которого до сих пор видны на территории парка развлечений Поттс. Исследованы и более глубоко залегающие слои горных пород палеозоя: девона, карбона и перми.
С помощью геотермального зонда была исследована пригодность подземной части Миндена в качестве геотермального источника тепла и для практической рекуперации тепла с помощью тепловых насосов. Обнаружено, что наряду с непригодными участками существуют и очень подходящие для подобной работы слои. В целом, геотермальные возможности получения подземного тепла улучшается с севера на юг городской территории.

### Рельеф

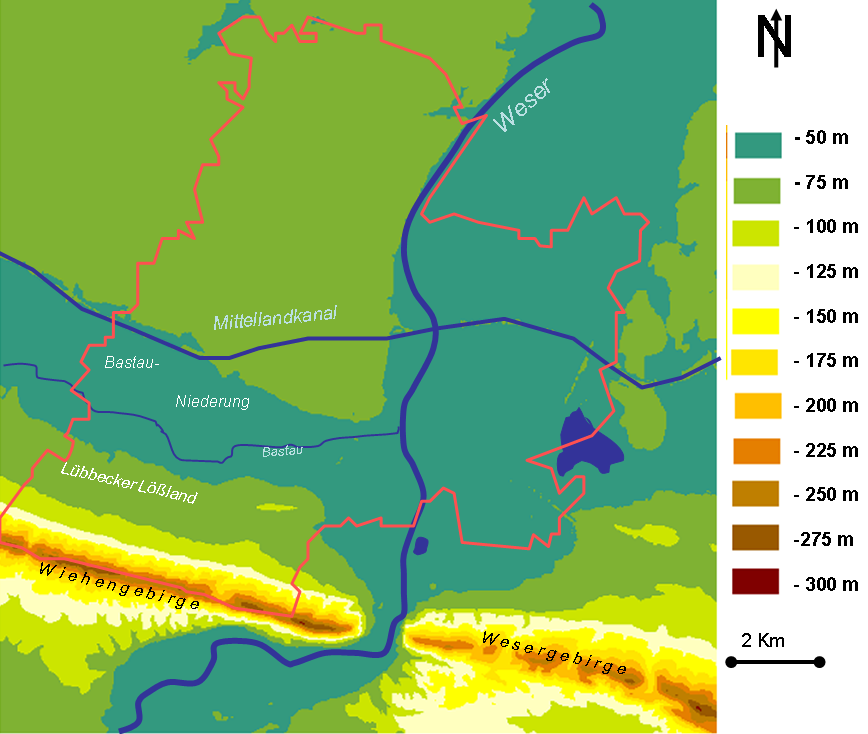
Топографическая карта Миндена и его окрестностей.

Город лежит по обеим сторонам равнинного Везера, но его южные административные районы Хеверштадт, Дюцен и Хадденхаузен расположены на северных склонах хребта Виенгебирге. Центральная часть города расположен примерно в пяти километрах к северу от горного хребта на левой надпойменной террасе Везера, на границе двух природный территориальных комплексов (ПТК): Долины Среднего Везера и расположенной западнее холмистой Люббекской лёссовой равнины. Ступень раздела двух ПТК чётко выражена в рельефе города и разделяет его на верхний и нижний Минден.
Самая низкая топографическая точка города находится в районе Летельн с отметкой 40,338 м над уровнем моря. Самая высокая точка с отметкой 180,594 м над уровнем моря находится в районе Хадденхаузен. На городской ратуше указана отметка 42,2 м над уровнем моря.

### Водные ресурсы
Минден расположен на двух крупных водных артериях: реке Везер и Среднегерманском канале.
На южной границе города Везер прорывается между низкогорными хребтами Везергебирге и Виенгебирге. Город расположен сразу к северу от прорыва, где Везер покидает Везерскую горную страну и стремясь к Северному морю входит в Северо-Германскую низменность. Везер протекает через город с юга на север, а её небольшой левый приток Бастау впадает в Везер сразу южнее центральной части Миндена. Минден неоднократно подвергался в прошлом и подвергается наводнениям в настоящее время из-за расположения на пойме Везера.
Среднегерманский канал проложен через город с запада на восток севернее его центра.

### Климат

Осадки в Халене (Минден) (синяя линия) по сравнению с землёй СР-В (серо-белые оттенки).

Как и вся Восточная Вестфалия, Минден расположен в переходной зоне от влажного морского к более сухому континентальному климату. Это проявляется в определённом балансе между показателями температуры и количеством осадком в течение года. Лето довольно прохладное по сравнению с континентальным климатом, а зима довольно тёплая.
Важное значение для местного климата Миндена имеет нахождение города в подветренной части хребта Виен. Горный хребет Тевтобургский Лес, как и хребет Виен защищают город от господствующих юго-западных ветров, приносящих осадки с Атлантики. Это приводит к тому, что в Миндене выпадает меньше осадков, чем в остальной Восточной Вестфалии. В северной части города среднегодовое количество осадков составляет от 600 до 650 мм. Южнее эти значения чуть выше — 650—700 мм.
| Показатель                                                        | Янв. | Фев. | Март | Апр. | Май  | Июнь | Июль | Авг. | Сен. | Окт. | Нояб. | Дек. | Год   |
| ----------------------------------------------------------------- | ---- | ---- | ---- | ---- | ---- | ---- | ---- | ---- | ---- | ---- | ----- | ---- | ----- |
| Норма осадков, мм                                                 | 57,1 | 42,6 | 52,9 | 51,5 | 61,2 | 80,2 | 63,8 | 68,1 | 58,5 | 46,3 | 55,8  | 63,5 | 701,5 |
| Источник: метеостанция Минден‑Хален (Немецкая Служба Погоды, DWD) |      |      |      |      |      |      |      |      |      |      |       |      |       |

Температурный режим в основном определяется относительно низким топографическим положением в долине Везера на Северо-Германской низменности. Среднегодовая температура колеблется в пределах от 9 до 9,5 °C и, таким образом, сопоставима со среднегодовой температурой в Вестфальской низменности.

### Почвенный покров
На лёссах сформировались специфические буро-коричневые (парабраун) почвы. На северо-востоке распространены пригодные для земледелия бурозёмы с преимущественно суглинисто-песчаным составом, а на северо-западе также псевдоглеевые почвы (псевдоглеи) на валунных глинах. Здесь земля используется под пастбища, а полевые работы возможны только после проведения комплекса дренажных мероприятий. НА низких пойменных лугах Везера и Бастау распространены глеевые почвы.
Из-за высокого уровня грунтовых вод и регулярных затоплений земля низких пойм используется только под пастбища. На горных склонах Везергебирге и Виенгебирге распространены каменистые дерново-карбонатные почвы. Все эти почвенные горизонты сформировались после ухода последнего ледника из долины Везера и Бастау.

### Использование городской территории
Минден определяется как средний центр с подфункциями главного центра в восточной части региона Восточная Вестфалия-Липпе и охватывает территорию общей площадью 101,08 км². Максимальная протяжённость с севера на юг составляет 13,1 км и с запада на восток — 14,1 км.
Использование территории можно рассмотреть на соседней таблице. Отличительной особенностью Миндена является гораздо большее количество площади сельскохозяйственных земель по сравнению с другими городами Северного Рейна-Вестфалии (например, в Билефельде 37,71 %).

### Городские округа
Согласно § 1 основного закона, городская территория Миндена разделена на следующие 19 территориальных округов:

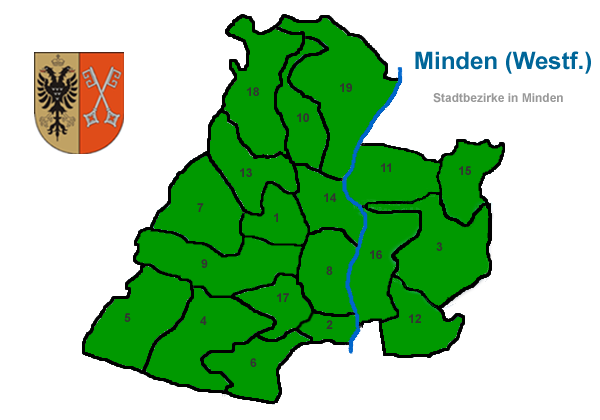
Городские округа на карте Миндена.

| Номер округа     | Название округа     | Количество жителей (31 декабря 2017 г.) |
| ---------------- | ------------------- | --------------------------------------- |
| 1                | Беренкемпен         | 6940                                    |
| 2                | Бёльхорст           | 900                                     |
| 3                | Данкерзен           | 5066                                    |
| 4                | Дюцен               | 3753                                    |
| 5                | Хаддехаузен         | 1566                                    |
| 6                | Хален               | 3826                                    |
| 7                | Хеверштедт          | 3489                                    |
| 8                | Минден-центр        | 10 806                                  |
| 9                | Кёнигстор           | 8944                                    |
| 10               | Кутенхаузен         | 1801                                    |
| 11               | Летельн-Амингхаузен | 3132                                    |
| 12               | Майсен              | 3337                                    |
| 13               | Миндерхайде         | 4077                                    |
| 14               | Нордштадт           | 7240                                    |
| 15               | Пепингхаузен        | 385                                     |
| 16               | Правый берег Везера | 4785                                    |
| 17               | Роденбек            | 8929                                    |
| 18               | Штеммер             | 1668                                    |
| 19               | Тодтенхаузен        | 3316                                    |
| Общее количество | Общее количество    | 83 960                                  |

## История

### От начала до Средневековья
Археологические находки в нескольких местах современной городской местности предполагают, что поселения людей на территории современного Миндена существует с 3-го века до нашей эры. С I по IV век н. э. в регионе Миндена наблюдается постоянное развитие поселений. В это время здесь проживали рейнско-везерские-германцы. Это стало ясно после изучения захоронений римской эпохи в Минден-Рёмерринге и Порта Вестфалика-Костедте.

### От конца Средневековья до Нового времени
1 августа 1759 года, в ходе Семилетней войны, здесь произошла битва между британо-прусской и франко-саксонской армиями.

## Культура и достопримечательности

### Памятники архитектуры
- Старая ратуша